# Луций Квинкций Фламинин
Луций Квинкций Фламинин (на латински: Lucius Quinctius Flamininus) e политик на Римската република и брат на Тит Квинкций Фламинин.
Той е едил през 201 пр.н.е. и 199 пр.н.е. претор. През 198 пр.н.е. е легат на брат си Тит, който командва римските войски против Филип V Македонски. Луций обсажда Еретрия и участва през 197 пр.н.е. в преговорите на брат му със спартанския цар Набис. Следващите години командва римската флота в гръцките води, с която през 194 пр.н.е. транспортира войската обратно в Италия.
През 192 пр.н.е. Луций е избран за консул заедно с Гней Домиций Ахенобарб и се бие в Горна Италия. Следващите години е легат във войната против селевкидския цар Антиох III. През 184 пр.н.е. е изхвърлен от сената от цензора Марк Порций Катон за неприлично за римлянин държание.
1. ↑  L. Quinctius (43) T. f. L. n. Flamininus //   Посетен на 10 юни 2021 г.
2. ↑  999 //   Посетен на 10 юни 2021 г.